# Dragó lleopard
El dragó lleopard (Eublepharis macularius) és una espècie de sauròpsid (rèptil) escatós de la família dels eublefàrids, nocturn i terrestre, propi dels deserts del sud de l'Afganistan, del Pakistan i de les zones nord-occidentals de l'Índia. És una espècie pràcticament insectívora i generalment d'un color groc amb taques negres, d'aquí el seu nom, per l'esquena i el cap, l'abdomen és de color blanc, fa entre 20 i 25 cm, sent el mascle una mica més gros. A diferència de la majoria de dragons, el dragó lleopard posseïx parpelles.
Gràcies al fet de ser un animal antròpic, la seva naturalesa dòcil, que no és perillós per l'ésser humà i els seus colors molt vius, és un dels llangardaixos més comuns a les botigues de mascotes. Cada any desenes de milers de dragons lleopard es venen per tot el món. Aquesta alta demanda ha provocat l'aparició d'un gran nombre de cepes aconseguides per selecció artificial. Actualment hi ha dragons lleopard ataronjats, negres i blancs. Encara que siguin criats en captivitat, els dragons lleopard domèstics només s'alimenten d'animals vius.

## Taxonomia
El dragó lleopard va ser descrit per primera vegada com a espècie per Edward Blyth en el British Zoologist l'any 1854, sota el nom binomial d'Eublepharis macularis. El nom genèric Eublepharis és una combinació del mot grec Eu (veritat) i blepharis (parpella), de manera que si tenen parpelles, es classifiquen en aquesta família i si no en tenen en una altra. El nom específic, macularius, deriva del llatí i significa "piga" o "taca" en referència a les marques naturals que tenen.
N'existeixen cinc subespècies: 
- Eublepharis macularius macularius: Descobert per Edward Blyth el 1854[5]
- Eublepharis macularius fasciolatus: Descobret per Albert Günther el 1864.[6]
- Eublepharis macularius montanus: Descobert per Achim-Rüdiger Börner el 1976 és propi del Pakistan. Es caracteritza per ser d'un color molt blanquinós i una mica més prim que la resta de les subespècies. Hiverna de novembre a febrer.[7]
- Eublepharis macularius afghanicus: Descobert per Achim-Rüdiger Börner el 1976 és propi del sud-est de l'Afganistan i el nord-est del Pakistan, concretament del riu Kabul i els seus afluents. És la subespècie més petita de totes, els mascles solen mesurar uns 15 centímetres mentre que les femelles en fan 14.[8] La majoria són d'un color grogenc amb taques negres o blaves irregulars tot i que hi ha altres variacions.[9]
- Eublepharis macularius smithi: Descobert per Achim-Rüdiger Börner el 1981.[8]

## Distribució
Els dragons lleopard salvatges habiten gairebé per tot el Pakistan, part del sud de l'Afganistan i el nord-oest de l'Índia, concretament els territoris de: Rajasthan, Panjab i Jammu i Caixmir. L'espècie també es va observar el 1904 a la regió de Khorasan a l'Iran, prop de la frontera amb l'Afganistan, però aquesta observació no ha estat reeditada i ha estat posada en dubte des de llavors. Aquests límits territorials estan poc definits, si bé sí que ho estan al nord pels contraforts d'Hindu Kush. No se sap fins a quin punt els dragons lleopards s'endinsen al desert de Thar.
Els dragons lleopards habiten principalment en àrees pedregoses desèrtiques o semidesèrtiques. Es poden trobar en deserts i matollars xeròfils, estepes i boscos tropicals i subtropicals de frondoses secs. Solen preferir el sòl d'argila i evitar els deserts de sorra. És comú trobar-los en espais creats per l'home, com poden ser en murs i edificis, especialment entre les esquerdes, sota les pedres i forats a terra.
Les temperatures d'hivern de les seves àrees natuals poden arribar a ser bastant baixes, per sota dels 10°C, situació que els força a introduir-se sota terra en un estat de semi-hibernació anomenat brumació i viure de les seves reserves de greix.
Aproximadament viu a uns 2.500 metres a nivell del mar.

## Característiques
Els dragons lleopard són llangardaixos petits, les femelles mesuren entre 20 i 24 centímetres mentre que els mascles fan de 24 a 26 i pesen entre 45 i 65 grams. La seva esperança de vida és d'entre 15 i 20 anys tot i que s'han trobat exemplars que han arribat fins als 30.
Els que es troben en la naturalesa solen tenir una coloració més fosca, sense tanta brillantor i amb més grisor que els que estan en captivitat com a mascotes. Els nascuts en captivitat acostumen a tenir una gran varietat de colors gràcies a la selecció artificial. La pell dels dragons lleopard és molt dura, els proporciona protecció contra la sorra aspra i el terreny rocós al qual estan habituats. El seu dors està cobert de petites protuberàncies, que els donen una textura aspra, mentre que el seu ventre és prim, transparent i suau. Com tots els rèptils, els dragons lleopard muden de pell. Els dies anteriors a la muda, la pell es torna d'un color gris blanquinós transparent. Els adults muden la pell aproximadament un cop al mes mentre que les cries ho poden arribar a fer fins a dues vegades en un sol mes. A mesura que van mudant la pell, se la van menjant, i així obtenen les seves proteïnes i vitamines.
Els dragons lleopard són animals ectotèrmics, absorbeixen la calor i l'energia durant el dia, quan dormen, per poder caçar i digerir els aliments durant la nit. Tenen les potes curtes, cosa que els permet ser ràpids i àgils, i gràcies a les urpes poden enfilar-se per algunes branques i roques. Posseïxen dos petits forats, un a cada costat del cap, que són les orelles, tenen una membrana timpànica que les cobreix com a protecció. Utilitzen l'oïda per localitzar les seves preses.
Els dragons lleopard saludables posseeixen una cua gruixuda; la cua fina pot ser un clar indici de falta de nutrició. Ara bé, en captivitat, la cua se'ls pot engreixar per l'abús de cucs de seda, donant-los així l'aspecte d'un dragó saludable però que no ho és, ja que aquests insectes no aporten tot el valor nutricional que necessiten. Les cries de ratolí també fan engreixar la cua dels dragons lleopard sense aportar-los la nutrició necessària. Les cues gruixudes es poden regenerar després de perdre-les, encara que la nova cua mai té el mateix aspecte que l'original: queda més rabassuda, pot canviar una mica de color i sol perdre rigidesa. La seva pèrdua pot emmalaltir l'animal fins al punt de matar-lo, tot i que això passa en molt pocs casos.
A l'hora de caçar, quan un dragó lleopard visualitza una presa es queda completament immòbil mentre la segueix amb la mirada fins que la té a l'abast per fer un moviment ràpid i atrapar-la a l'instant.
Té un sistema visual particularment adequat per a la visió nocturna. A diferència de la majoria dels vertebrats nocturns, aquesta espècie no té cèl·lules de tipus bastó (en general dedicades a la visió nocturna, a diferència dels cons que poden sorgir i distingir colors). En el seu lloc, té cèl·lules especials que són un intermedi entre els cons (amb els quals comparteixen la majoria de les seves característiques estructurals i bioquímiques) i els bastons (tenen una morfologia i fisiologia similar però més gran). Aquestes cèl·lules particulars han evolucionat a partir de l'adquisició dels cons sobre l'evolució dels bastons de característiques específiques. Així, el dragó lleopard té una bona visió de nit que li permet distingir els colors, fins i tot en un entorn fosc. S'ha adaptat a la percepció de la llum ultraviolada, blava i verda, fins i tot amb les cèl·lules perdudes pel canvi d'estructures és capaç de vermell.
Posseeix l'òrgan de Jacobson, un òrgan auxiliar del sentit de l'olfacte. Es localitza al vòmer, entre el nas i la boca. Les neurones sensorials dins d'aquest l'òrgan detecten diferents compostos químics, habitualment grans molècules. Això li permet a través del seu llenguatge, captar les partícules oloroses i analitzar el seu entorn. Per tant, és capaç de reconèixer la presa o el sexe dels seus congèneres.
És capaç de vocalitzar: l'acció conjunta dels pulmons i la laringe. És capaç d'emetre un crit agut i curt.

### Dieta
Els dragons lleopard són pràcticament insectívors, però també es poden alimentar de cries de petits rosegadors i d'alguns aràcnids. Són caçadors habituats, motiu pel qual la gran majoria ignoren els insectes morts. Fins i tot els nascuts en captivitat se'ls ha d'alimentar amb insectes vius. Quan el menjar escasseja, poden sobreviure durant un temps gràcies a les reserves de greix que tenen a la cua. El calci i la vitamina D3 són molt importants en la dieta dels dragons lleopard; tot i que encara no se sap com l'obtenen al món salvatge, es creu que prové de la gran varietat de preses que tenen. En captivitat, és pràcticament impossible administrar-los la mateixa dieta que tindrien en el món salvatge, motiu pel qual se'ls sol alimentar amb els insectes més nutritius que hi ha. A més a més s'han d'empolvorar els insectes i l'aigua amb calci i vitamina D3 per completar la seva dieta.
Es coneixen casos de dragons lleopard que en ser alimentats amb freqüència amb escarabats de la farina i cucs de seda s'engreixen considerablement, especialment la cua, pel seu alt contingut en greix i quitina.

### Mecanisme de defensa

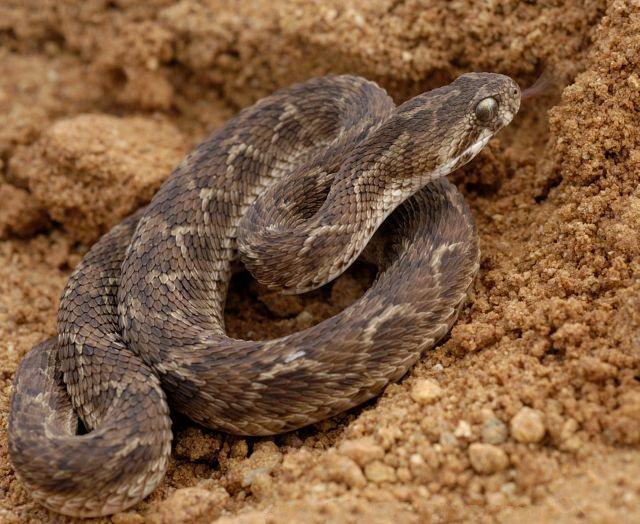
En el seu àmbit natural, Echis carinatus és un dels seus depredadors.

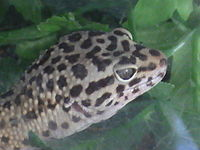
Un dragó lleopard mascle adult.

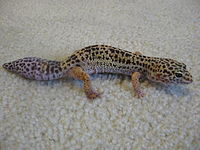
Un dragó lleopard que va perdre la cua i li està tornant a sortir.

Els dragons lleopard tenen molts depredadors, des de mamífers com la guineu i el xacal a varànids, serps i ocells (especialment el milà i el tecolot). Els seus sentits de l'oïda i la vista els ajuden molt sovint a sobreviure durant la nit. A part de la seva excepcional vista, tenen una gran capacitat auditiva i la seva pell els ajuda a camuflar-se en l'entorn. La seva muda constant de pell (un cop al mes), i el fet que se la mengen, els ajuda a apaivagar els rastres d'olor que podrien seguir uns possibles futurs depredadors. Quan se senten amenaçats, sorpresos o espantats emeten un xiulet per protegir-se. No només utilitzen les coves o els forats a terra per resguardar-se del sol, sinó que també tenen una funció protectora davant els depredadors.
Tenen la capacitat de separar la seva cua del cos si es veuen atrapats o els ataquen per aquesta zona. Aquest procés s'anomena autotomia caudal. La seva cua té una fracció del seu pes i quan la perden poden córrer més ràpid. Les fractures en el còccix permeten a la cua poder separar-se amb facilitat i la vasoconstricció ràpida els permet tenir una pèrdua mínima de sang. Aquest despreniment de la cua no els causa dolor i la seva regeneració és molt ràpida, ja que la necessiten per a la seva supervivència com a dipòsit d'energia.

### Comportament social
El dragó lleopard és un animal gregari que viu en colònies de diferents sexes i edats. Els mascles tenen un comportament territorial, especialment durant la primavera, al començament de la temporada de cria, poden arribar a ser molt agressius amb els altres mascles. El mascle dominant marca el seu territori fregant la part posterior del cos a terra, allibera les secrecions de revestiment dels seus porus femorals. Davant un conflicte, adopten una postura corbada però rígida en els peus i realitzen estocades cap endavant o lateralment per intimidar al seu oponent. També poden cridar. Si cap dels dos cedeix a les intimidacions, les dues parts intenten mossegar l'oponent, les baralles poden acabar amb lesions greus. De tant en tant, el perdedor perd la cua per autotomia, la qual és menjada pel guanyador.

### Dimorfisme sexual
El dimorfisme sexual es defineix com la diferència fenotípica entre mascles i femelles. Pot ser comú entre animals, com és el cas del dragó lleopard igual que en altres rèptils. Existeixen certes diferències entre els mascles i les femelles adultes, en les cries és impossible de diferenciar a ull fins que no arriben a la pubertat. La més visible per determinar el sexe de l'animal és la forma de l'abdomen. Els mascles tenen una fila de vuit a catorze porus femoral sobre la cloaca, mentre que les femelles en tenen de més petites i menys abundants, a més a més no tenen protuberàncies externes. Aquestes protuveràncies apareixen aproximadament al cap de sis mesos. Una altra diferència, tot i no ser tan visible, es troba en la grandària de l'animal, el mascle pot arribar a mesurar dos o tres centímetres més que la femella i tenen una major massa corporal.

### Reproducció
El sexe dels dragons lleopard és determinat per la temperatura. Certes investigacions mostren que amb temperatures baixes (entre 26 i 30 °C) neixen femelles, mentre que amb temperatures més altes (entre 34 i 35 °C) neixen mascles. Amb temperatures mitjanes (entre 31 i 33 °C) en poden néixer d'ambdós sexes, però les femelles nascudes dins d'aquest barem tèrmic poden tenir les hormones i la conducta alterades; amb temperatures més altes, tanmateix, també poden néixer femelles, però són més agressives i estèrils, és a dir, que no seran capaces de reproduir-se. Hom anomena aquests individus "femelles calentes".
La maduresa sexual es produeix a l'any. Els dragons lleopard es reprodueixen entre un mascle i una femella o en un grup format per un mascle i diverses femelles. De vegades les femelles necessiten interaccionar amb el mascle per avaluar-lo abans de realitzar la còpula. Durant l'aparellament, el mascle va donant cops a terra amb la cua per indicar a les femelles del seu voltant que està preparat per la còpula i quan en veu una hi va corrents i intenta muntar-hi a sobre; seguidament, comença a mossegar la part superior del cap de la femella. Durant aquest procés poden arribar a perdre la cua. El mascle pot saber el sexe d'un altre dragó lleopard per les feromones que aquest desprèn per la pell, i quan veu un altre mascle actua amb agressivitat, aixeca les potes davanteres de terra, tot estenent les seves extremitats i arquejant l'esquena mentre se li infla la llengua i la treu cap a fora.
El dragó lleopard es reprodueix normalment de gener a agost o setembre. La femella pot emmagatzemar l'esperma durant tota la temporada de reproducció, de manera que pot arribar a produir fins a tres niuades d'una sola còpula, motiu pel qual el mascle no és necessari per a l'èxit de la reproducció després de la primera o segona còpula. Durant aquest període, la femella té unes altres reserves de calci per assegurar que els ous es calcifiquin correctament. En general, hi pot haver fins a 6 o 8 postes de dos ous cadascuna, aproximadament cada 21-28 dies des de l'aparellament. Els ous tarden de 45 a 60 dies a descloure's.

### Cries

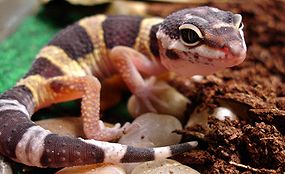
Cria de dragó lleopard.

Quan neixen, les cries tenen un denticle, una punta calcària a l'extrem del seu musell per ajudar-los a trencar la closca de l'ou i sortir. Aquest denticle els cau al cap d'un o dos dies de néixer. A més a més, muden de pell al cap de vint-i-quatre hores. La cria no és capaç d'alimentar-se abans d'aquesta muda. La pigmentació que tenen quan neixen varia a mesura que van creixent, i pot ser completament diferent de la que tindran quan siguin adults. Arriben a la maduresa sexual al cap d'un any.
En néixer solen mesurar entre 8,2 i 8,9 cm i pesar entre 2,5 i 3 gr.

## Malalties
Existeixen diverses malalties comunes entre els dragons lleopard:
- Gastroenteritis: És una malaltia causada per una infecció majoritàriament: viral, bacteriana o parasitaria. El símptoma més clar és la diarrea amb sang o sense. Un altre símptoma a mitjà o llarg termini és la pèrdua de pes, especialment en la cua que es torna més petita. Si no es tracta, el dragó deixa d'alimentar-se, es deshidrata i pot arribar a morir.[19] Un dels principals causants de la gastroenteritis en els dragons lleopard és la coccidiasina, un paràsit protozoari que infecten la mucosa interna de l'intestí. És contagiós i pot arribar a infectar a altres dragons que estan a les seves proximitats.[19]
- Malaltia metabòlica òssia o (MBD): És un dèficit nutricional degut a la falta de calci i de vitamina D3 en la seva dieta. El calci i la vitamina D3 són fonamentals per l'adequada formació òssia durant el desenvolupament i la calcificació dels ous. Els símptomes que presenten els individus amb MBD són: debilitat, espasmes, tremolors, deformitats a les extremitats i la columna vertebral, falta de gana i els ous es tornen esponjosos. És molt difícil recuperar-se d'aquesta malaltia.[19]
- Anorèxia: Pot ser causada per l'estrès, condicions insaludables o per malalties nutricionals. En deixar de menjar, l'animal es torna més prim, especialment en la cua. Si no rep tractament, pot arribar a morir.[19]
- Disècdisi: És una condició en la qual el dragó en qüestió té problemes mudant la pell deguda a una mala nutrició o falta d'humitat. Hi ha un despreniment incomplet de la pell fent que quedin trossos ressecs en diferents parts del cos com: cap, ulls, extremitats i cua. Els dragons lleopard amb aquesta malaltia poden desenvolupar problemes als ulls i dificultats per caminar. Si no és tractat a temps, pot portar a una infecció.[19]
- Distòcia o "ou d'unió": Es dona quan la femella no pot expulsar els ous. Es pot donar quan els ous són massa grossos per passar a través de l'oviducte o per: dèficit nutricional, diverses malalties o altres problemes d'origen desconegut. Quan una femella pateix de distòcia sol deixar de menjar i es torna dèbil.[19]
- Estomatitis: Provoca inflors amb pus i alguna substància similar al formatge al volant de la boca.[19]
- Pneumònia: És una infecció severa del tracte respiratori causada per bacteris en els pulmons. Aquesta malaltia es dona quan el seu entorn és massa fred, causant així que el seu sistema immunològic estigui compromès. El problema generalment es resol quan la temperatura s'eleva a prop dels 28°-29 °C.[19]
- Inclusions de sorra: Ocorre quan digereixen sorra o animals que tenen sorra dins seu.[19]
- Criptosporidiosi: També conegut com a xifrat, és una malaltia altament infecciosa i molt greu si no es detecta i es tracta en les seves primeres etapes. Tot i que el diagnòstic definitiu pot ser difícil de concretar, la malaltia pot ser reconeguda pel menjar regurgitat, les femtes líquides i per tant, per un cos molt prim, especialment en la cua, coneguda com a cua de llapis. És causada pel paràsit Cryptosporidium parvum present en alguns aliments i aigües contaminades. La taxa de supervivència és molt baixa tot i que hi ha un tractament experimental que la fa augmentar.[36]

## El dragó lleopard i l'home

### Amenaça
El dragó lleopard no és considerada com una espècie en perill per la Unió Internacional per a la Conservació de la Natura. Per tant, no està inclosa en la llista Vermella de la UICN, tot i ser considerat com una "menor preocupació" a l'Índia.

### Filatèlia

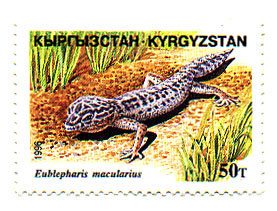
Un dragó lleopard en un segell del Kirguizstan.

Aquest dragó ha aparegut en més d'una ocasió en la filatèlia: en un segell de 1996 de 50 som kirguís del Kirguizstan, un segell afganès de 1966, un de Benín de 2002 i un de Laos de 1984.

### Supersticions
Arthur Smith informà el 1935 en el seu llibre Fauna of British India que les poblacions indígenes consideren, erròniament, que el dragó lleopard és una espècie molt verinosa. Sherman Minto, el 1966, esmentà que al Pakistan l'espècie també es considerava verinosa i que el simple contacte amb els líquids corporals de l'animal era letal.

### Investigació
El dragó lleopard ha estat objecte de diversos estudis científics, especialment en l'herpetologia. Tony Gamble ha realitzat un estudi sobre el seu albinisme. S'han realitzat altres estudis com són la determinació del sexe de l'animal segons la temperatura durant la incubació o sobre el seu desenvolupament embrionari.

### Cria en captivitat
Els dragons lleopard són un dels animals més comuns en les tendes d'animals exòtics, especialment pels principiants, per la seva fàcil cria i reproducció, així com la seva mida petita. Tot i que probablement el rèptil més comú és la Pogona vitticeps.
Amb els anys, els criadors de dragons lleopard, a través de la selecció artificial, fent-los creuar entre ells una vegada i darrere l'altra, han obtingut una gran varietat de colors i patrons. Aquesta recerca ha obligat als criadors a saber sobre la genètica pel que fa al creuament, per saber jugar amb els principis de la genètica mendeliana, al·lels dominants, recessius i codominància i la naturalesa poligènica de les mutacions. D'aquesta manera han aparegut les diferents variacions de l'animal quant al color (albins, leucistes, grocs intensos o high yellow o amb zones ataronjades) i en la seva mida (anomenats gegants). Aquesta selecció dels individus ha portat a seleccionar involuntàriament defectes genètics. Per exemple, els individus anomenats enigma, s'associen amb una fase d'al·lel dominant que semblen tenir símptomes i problemes amb els equilibris neurològics.
Antigament, la majoria dels dragons lleopards que es venien com a mascotes provenien de la natura, avui en dia però, són criats en captivitat. De fet, gràcies a aquesta cria es pot abastir tot el mercat sense haver de recollir exemplars silvestres. Per exemple, el 2001, només als Estats Units es calcula que a les granges de comerç van arribar a néixer fins a 55.000 dragons lleopard. El seu baix cost influeix directament a la seva alta demanda, a Catalunya es poden comprar cries nascudes en captivitat per 40 euros.
Tot i que el comerç de dragons lleopard és legal a tot el món, tant a Noruega com a Austràlia està molt regularitzat. Es concediren animals exògens i tant la seva importació com possessió estan regulats.

#### Terrari
Com que els dragons lleopard no són capaços per enfilar-se per les parets, l'alçada del terrari no és molt important, no obstant no ha de fer menys de 30cm, en part pel muntatge i el sistema d'il·luminació. Quant a la base per un sol dragó la mida estàndard és aproximadament de 40x60cm i per un petit grup (3-4) de 60x80cm. La parella ha d'estar formada per dues femelles o per un mascle i una femella, ja que són animals territorials i tenir dos mascles en un espai tan petit pot comportar problemes.
L'ambient ha de ser sec i àrid, i ha de tenir com a mínim una petita cova on el dragó es pugui refugiar. Com que és un animal de sang freda, s'ha de vigilar que la temperatura mai passi dels 32 graus ni baixi dels 24. És recomanable que el sistema de calor provingui del sòl. Alguns criadors recomanen l'ús d'una làmpada de llum ultraviolada per evitar els dèficits de vitamina D3, tot i que com que es tracta d'animals crepusculars no els és de vital importància. El que si és important, és un fotoperiode, sigui per la claror general de l'habitació o per un fluorescent del terrari.
El substrat no ha de ser sorra, ja que la poden digerir.
És important posar-hi una "caixa humida", es tracta d'una caixa amb el substrat humit (paper mullat) per facilitar el canvi de muda del dragó.

#### Alimentació
L'aigua sempre ha d'estar neta, motiu pel qual s'ha de canviar periòdicament. Els insectes han d'estar vius, ja que és molt rar que un dragó s'alimenti d'un de mort, els que en arribar la nit no hagin estat menjats s'han de treure del terrari. Tant l'aigua com els insectes s'han d'empolvorar amb un suplement de calci i vitamina D3.

### Fases
Arran al seu interès com a mascota, el dragó lleopard s'ha creuat i seleccionat per aconseguir una enorme varietat de colors.
- Normal: Variant silvestre més comuna.
- High Yellow: Molt similar al normal però amb un groc més intents i amb una mica de pigmentació ataronjada a la base de la cua.
- Tangerine: Ataronjat, presenta una cua blanca a taques negres i pot tenir parts d'hipomelaníniques.
- Aberrant: Tots aquells que tenen un patró diferent a l'habitual, a diferència d'altres rèptils, els dragons lleopard aberrants no s'aconsegueixen a través de la temperatura d'incubació, és difícil determinar la causa d'aquests canvis.
- Albins: Són tots aquells amb deficiència de pigmentació. Dins d'aquests es poden trobar tant dragons completament blancs com combinacions amb altres tipus, els quals tenen els patrons anteriors però amb una pigmentació més baixa.
- Eclipse: Tenen els ulls completament negres.
- Giant: Aquells amb una predisposició genètica que els fa més grossos poden arribar a mesurar 30 centímetres i pesar uns 120 grams.

## Espècies similars
El dragó lleopard es pot confondre fàcilment amb altres espècies del gènere Eublepharis: Eublepharis angramainyu, Eublepharis fuscus, Eublepharis hardwickii i Eublepharis turcmenicus. De fet, aquests tàxons són morfològicament tan propers que les barreres entre aquestes espècies són encara objecte de debat en la comunitat científica. Per tant, la millor manera de diferenciar aquestes espècies és conèixer el seu lloc d'observació.
El dragó lleopard també té un familiar molt proper, el Hemitheconyx caudicinctus o el dragó del greix de la cua. No obstant això, els colors distintius d'aquesta espècie són diferents i només es troba a l'Àfrica, a diferència del dragó lleopard que viu a l'Àsia.
| Espècie                                          | Distribució                                                                            | Imatge                                                 |
| ------------------------------------------------ | -------------------------------------------------------------------------------------- | ------------------------------------------------------ |
| Eublepharis angramainyu Anderson i Leviton, 1966 | Nord i nord-oest de l'Iraq, sud-oest de l'Iran, sud-est de Turquia i nord-est de Síria | Eublepharis angramainyu en captivitat                  |
| Eublepharis fuscus Börner, 1974                  | Oest de l'Índia                                                                        |                                                        |
| Eublepharis hardwickii Gray, 1827                | Est de l'Índia                                                                         | Imatge de la representació d'un Eublepharis hardwickii |
| Eublepharis turcmenicus Darevsky, 1977           | Nord de l'Iran i sud del Turkmenistan                                                  | Eublepharis turcmenicus en captivitat                  |
| Hemitheconyx caudicinctus (Duméril, 1851)        | Àfrica                                                                                 | Hemitheconyx caudicinctus                              |

### Altres publicacions

#### Articles
- Olivier. Animalia éditions.  (en francès), 2009, p. 136. ISBN 2-915740-78-X. (francès)
- Philippe. Philippe Gérard.  (en francès). ISBN 2-912521-02-5. (francès)
- Hermann. Kirschner & Seufer Verlag.  (en anglès), 2005, p. 238. ISBN 3-9804207-8-7. (anglès)

#### Articles científics
- «Über die altersbedingte Zeichnungsveränderung bei Eublepharis macularius» (en alemany). Herpetofauna, 11, 62, 1989, pàg. 13-16.
- «Der Leopardgecko - nicht nur ein Einsteigertier» (en alemany). Reptilia, 9, 2, 2004, pàg. 56-62.
- P., Martinez Carrión «Eublepharis macularius (BLYTH 1854) - Leopard Gecko» (en anglès). Reptilia (GB), 26, 2003, pàg. 39-42.
- «Identification and characterization of the reptilian GnRH-II gene in the leopard gecko, Eublepharis macularius, and its evolutionary considerations» (en anglès). Gene, 16, 2003, pàg. 157-165.
- «Leopardgeckos» (en alemany). Natur und Tier Verlag (Münster), 2000, pàg. 1-80.
- Indraneil, Das «Cnemaspis madarensis Sharma (1980), a junior synonym of Eublepharis macularius (Blyth, 1854)» (en anglès). Asiatic Herpetological Research, 4, 1992, pàg. 55-56.
- Achim-Rüdiger, Börner «Ein neuer Lidgecko der Gattung Eublepharis Gray 1827» (en alemany). Miscellaneous Articles in Saurology, 4, 1974, pàg. 7-14.